# 안텍
안텍(Antec)사는 컴퓨터 케이스, 전원 공급장치, 보조 제품을 제조하는 미국 제조업체이다. 1986년에 설립된 안텍사는 컴퓨터 케이스 제조업 분야에서 선두를 달리고 있다. 또, 튼튼하고 우아한 재질의 강철 케이스를 전문적으로 제조한다. 안텍사는 마침내 전원 공급장치 시장으로까지 확대하였으며, 이러한 제품의 품질과 안정성이 좋다고 잘 알려져 있다.

## 제품

### 케이스
- Performance One: Mini P180, Mini P180 White, P182, P180, P160W, P182SE, P190 + 1200
- Gamer Cases: Three Hundred, Nine Hundred, (Nine Hundred Two), Twelve Hundred
- Sonata family: SOLO, Sonata III 500, Sonata Designer 500, Sonata Plus 550, Sonata Elite
- Skeleton
- New Solution series: Minuet 350, NSK1380, NSK1480, NSK2480, NSK3480, NSK4480, NSK4480B, NSK6580, NSK6580B
- 기업용 서버 제품 케이스.

## 같이 보기
- NZXT
- 실버스톤 테크놀로지
- 잘만
- 쿨러 마스터